# Верховинка
Верховинка (укр. Верховинка) — река в Тернопольском районе Тернопольской области, Украина. Правый приток реки Серет (бассейн Днестра).
Берёт начало из источника на юго-западном склоне Товтровой гряды, протекает через село Мшанец и впадает в реку Серет возле села Вертелка. Длина реки 10 км, площадь бассейна 18 км².